# Onychogomphus castor
Onychogomphus castor är en trollsländeart som beskrevs av Maurits Anne Lieftinck 1941. Onychogomphus castor ingår i släktet Onychogomphus och familjen flodtrollsländor. IUCN kategoriserar arten globalt som otillräckligt studerad. Inga underarter finns listade i Catalogue of Life.